# Franse presidentsverkiezingen 1913

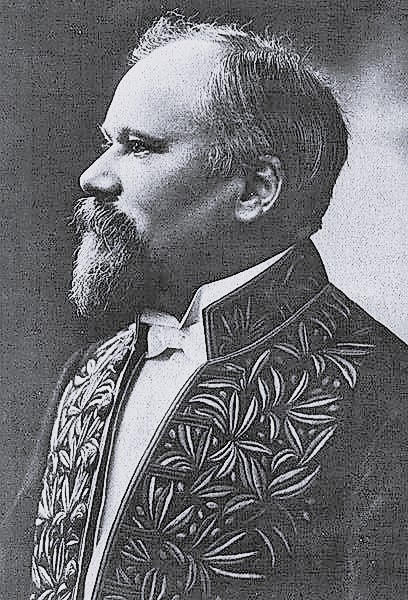
Raymond Poincaré

Op 17 januari 1913 werden er in Frankrijk presidentsverkiezingen gehouden.
De presidentsverkiezingen van 1913 waren de laatste presidentsverkiezingen voor de Eerste Wereldoorlog. De belangrijkste kandidaten waren de conservatieve nationalist Raymond Poincaré en de radicaal-socialist Jules Pams. Poincaré won met een duidelijke meerderheid van stemmen. Er was - zoals bijna altijd tijdens de Derde Franse Republiek - maar één stemronde nodig. Poincaré werd op 18 februari 1913 geïnaugureerd. Poincaré's ambtermijn duurde tot 1920 en nam voor een groot deel de Eerste Wereldoorlog in beslag.
| Kandidaten       | politieke richting | ronde 1 |
| ---------------- | ------------------ | ------- |
| Raymond Poincaré | PRD                | 60,38%  |
| Jules Pams       | PRS                | 37%     |
| Anderen          | -                  | 2,13%   |